# Marengo (Washington, Columbia megye)
Marengo az Amerikai Egyesült Államok északnyugati részén, Washington állam Columbia megyéjében elhelyezkedő önkormányzat nélküli település.
A település névadója Louis „Marengo” Raboin telepes.

## Fordítás
- Ez a szócikk részben vagy egészben  a   Marengo, Columbia County, Washington című angol Wikipédia-szócikk ezen változatának fordításán alapul.  Az eredeti cikk szerkesztőit annak laptörténete sorolja fel. Ez a jelzés csupán a megfogalmazás eredetét és a szerzői jogokat jelzi, nem szolgál a cikkben szereplő információk forrásmegjelöléseként.